# Olmo (Arezzo)
Olmo è una frazione di circa 3 500 abitanti del comune di Arezzo, situata circa 5 km a sud-ovest della città ed è la prima località della Valdichiana (in antichità detta il "granaio d'etruria") che si incontra dirigendosi dal capoluogo in direzione di Castiglion Fiorentino, Cortona, Perugia e Roma.

## Storia
I primi insediamenti di cui si sono ritrovate tracce risalgono al periodo pre-etrusco; ciò è dimostrato dal ritrovamento del famoso uomo dell'Olmo nel 1863, appunto nel territorio di Olmo, quando durante i lavori per una galleria ferroviaria l'ingegnere Igino Cocchi rinvenne una calotta cranica umana. In seguito ad analisi successive si ipotizzò che questo fosse l'esemplare di Homo Sapiens più antico trovato in Italia, appartenente al pleistocene medio.

## Infrastrutture e trasporti
Il nucleo abitato della frazione si sviluppa prevalentemente lungo la strada statale 71. Il paese di Olmo è dotato anche di una piccola stazione ferroviaria posta sulla ferrovia Firenze-Roma, che però non è più adibita al trasporto passeggeri ed è stata trasformata, negli anni '90, in un posto di movimento.

## Feste e sagre - Giostra dei Rioni di Olmo
Ogni anno in luglio si organizza a Olmo la sagra della bistecca, che, nel 2024, è giunta alla sua 47ª edizione (nel 2020 e 2021 non si è svolta causa la pandemia).
Giostra dei Rioni di Olmo: Nata nel 2015 la “Giostra dei Rioni di Olmo”, che riprende la tradizione del Palio dei Rioni che si corse ad Olmo dal 1980 al 1984, è un torneo cavalleresco organizzato dall'A.S.D. - A.P.S. Giostra dei Rioni di Olmo (con la collaborazione del G.S. Olmo 1965 e della Festa Paesana - Sagra della Bistecca) che vede sfidarsi con lancia ed anelli i cavalieri in rappresentanza dei quattro Rioni de La Ripa / San Zeno (contraddistinto dai colori bianco rosso), Olmo Alto (bianco verde), Olmo Basso o Centro (bianco azzurro) e Sant’Anastasio / Madonna di Mezzastrada (arancio verde).
La Giostra, che si svolge nel mese di luglio, è preceduta dal corteo storico che vede i figuranti allestire dei quadri, indossando costumi della tradizione novecentesca di Olmo e del suo territorio, valutati da un'apposita giuria che assegna il premio “Andrea Ansani” al Miglior Figurante ed al Miglior Quadro.
Al Rione vincitore della quintana equestre viene consegnato “l’Olmo d’Oro” ambita scultura lignea, realizzata dal maestro intagliatore Francesco Conti, che, dal 2017, ha una sua dedica particolare.
Oltre alla Giostra ed al corteo l'A.S.D. - A.P.S. Giostra dei Rioni di Olmo, in questi anni, si è fatta promotrice anche di varie iniziative, non solo nel sociale, per coinvolgere le varie realtà del territorio: sono così stati intrapresi rapporti di collaborazione con i circoli MCL, ACLI San Zeno ed ARCI Trocadero ma anche con la Scuola Primaria di Olmo “Brunetto Bucciarelli-Ducci” (con il concorso “Disegna la Giostra” istituito nel 2016), con il Mercatino del Calcit in memoria di Samuele Sandali, con il Telethon "Andrea Barbagli" e con l'Istituto Margaritone di Arezzo (sezione orafi) per la realizzazione del premio al Miglior Rione dell'Anno (vinto nel 2017 dal Rione La Ripa / San Zeno e nel 2018 dal Rione Sant'Anastasio / Madonna di Mezzastrada).
Nel 2017 a seguito del sisma che ha colpito il centro Italia, l'associazione si è fatta promotrice di varie iniziative verso le popolazioni (in particolar modo di Norcia, Preci, Arquata del Tronto) ed anche del rifacimento del costume della Dama Castellana di Arquata del Tronto (uno dei nove castelli che partecipa al corteo storico della Quintana di Ascoli Piceno) andato distrutto, assieme a tutti gli altri della rappresentativa storica.
Dal 2021 l'A.S.D. - A.P.S. Giostra dei Rioni di Olmo è inscritta all'Albo del terzo Settore e all'elenco delle Associazioni di rievocazione Storica della Regione Toscana.

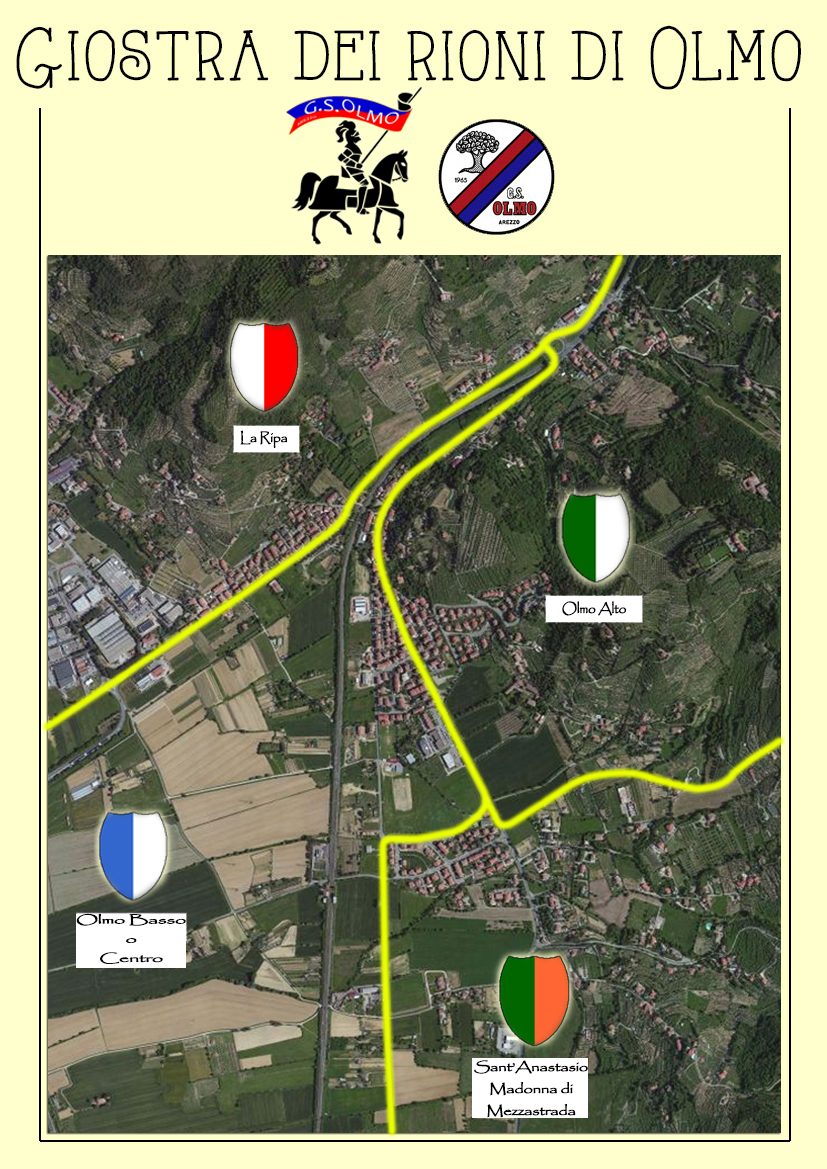
Mappa dei Confini dei Quattro Rioni

### Albo d'Oro Palio dei Rioni
1ª edizione 06.07.1980 - Rione vittorioso: Sant’Anastasio
2ª edizione 05.07.1981 - Rione vittorioso: Olmo Alto
3ª edizione 04.07.1982 - Rione vittorioso: La Ripa
4ª edizione 03.07.1983 - Rione vittorioso: La Ripa
5ª edizione 08.07.1984 - Rione vittorioso: Sant’Anastasio

### Albo d'Oro Giostra dei Rioni
1ª edizione (in notturna) 05.07.2015 - Rione vittorioso: Olmo Basso o Centro
Capitana: Arianna Baldini - Cavalieri: Marco Cherici di Arezzo su Lupo e Piergiovanni Capacci di Arezzo su Champion
Miglior Cavaliere: Cristian Salvi di Arezzo su Moashin (Rione La Ripa / San Zeno) 

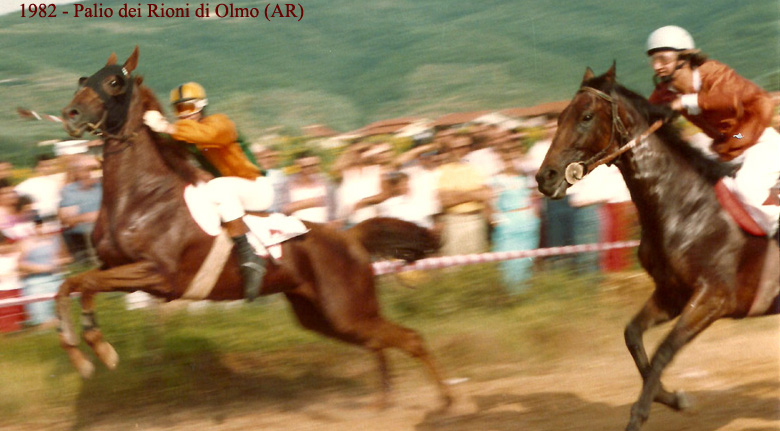
Palio dei Rioni 1982

(nel 2015 si è disputata anche la "Giostra degli Esordienti" vinta dal Rione di Olmo Basso o Centro con Niccolò Parnetti di Arezzo su Diana)
2ª edizione 16.07.2016 - Rione vittorioso: Sant’Anastasio / Madonna Di Mezzastrada
Capitana: Sonia Olivieri - Cavalieri: Alessandro Ugolini di Arezzo su Toro e Alberto Liverani di Faenza (RA) su Red Franco
Miglior Cavaliere: Alberto Liverani di Faenza (RA) su Red Franco (Rione Sant’Anastasio / Madonna di Mezzastrada)

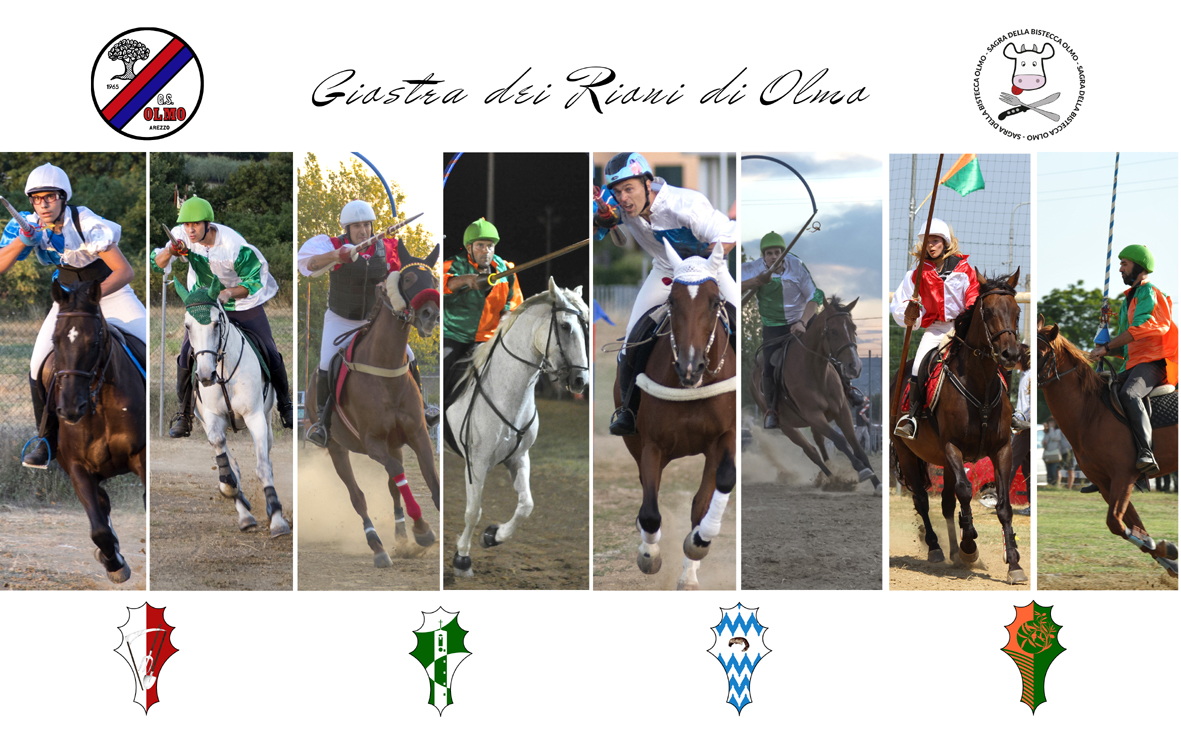
Cavalieri della Giostra dei Rioni 2016

3ª edizione 15.07.2017 - Rione vittorioso: Olmo Basso o Centro
("Olmo d’Oro" dedicato alla Dama Castellana di Arquata del Tronto - AP)
Capitana Arianna Baldini - Cavalieri: Niccolò Parnetti di Arezzo su Nastro Azzurro e Willer Giacomoni di Faenza (RA) su Linda
Miglior Cavaliere: Willer Giacomoni di Faenza (RA) su Linda (Rione Olmo Basso o Centro)
4ª edizione 08.07.2018 - Rione vittorioso: Sant’Anastasio / Madonna Di Mezzastrada
("Olmo d’Oro" dedicato al 730.mo anniversario delle “Giostre dal Toppo” citate da Dante nella Divina Commedia canto XIII Inferno)
Capitana Sonia Olivieri - Cavalieri: Alessandro Ugolini di Arezzo su Prezioso XII e Alberto Liverani di Faenza (RA) su Quasimolo
Miglior Cavaliere: Alberto Liverani di Faenza (RA) su Quasimolo (Rione Sant’Anastasio / Madonna di Mezzastrada)
5ª edizione 07.07.2019 - Rione vittorioso: Olmo Alto
("Olmo d’Oro" dedicato al 220.mo anniversario dei moti del “Viva Maria”)
Capitana Annalisa Magrini - Cavalieri: Lorenzo Desimone di Bibbiano (RE) su Jhon e Guido Gentili di Sarteano (SI) su Pasqualino
Miglior Cavaliere: Guido Gentili di Sarteano (SI) su Pasqualino (Rione Olmo Alto)
6ª edizione 11.07.2020 - Rione vittorioso: Olmo Alto
("Olmo d’Oro" dedicato a coloro che hanno combattuto il Covid-19)
Capitana Annalisa Magrini - Cavalieri: Guido Gentili di Sarteano (SI) su Audubon e Andrea Vernaccini di Arezzo su Jerez de la Frontera
Miglior Cavaliere: Guido Gentili di Sarteano (SI) su Audubon (Rione Olmo Alto)
7ª edizione 11.07.2021 - Rione vittorioso: Olmo Basso o Centro
("Olmo d’Oro" dedicato a Mons. Angelo Tafi in occasione del 100º anno dalla nascita)
Capitana Arianna Baldini - Cavalieri: Lorenzo Desimone di Bibbiano (RE) su Jhon e Alberto Liverani di Faenza (RA) su Quasimolo
Miglior Cavaliere: Alberto Liverani di Faenza (RA) su Quasimolo (Rione Olmo Basso o Centro)
8ª edizione 09.10.2022 (posticipata dall'11.07.2022)  - Rione vittorioso: Olmo Alto
(Olmo d’Oro dedicato al 60º anniversario della posa della prima pietra della chiesa di Olmo)
Capitana: Annalisa Magrini - Cavalieri: Guido Gentili di Sarteano (SI) su Audubon, Alessandro Culatore di Pistoia su Bienvenue Flambeau Aa (Baron) e Andrea Vernaccini di Arezzo su Pioggia (Astuzia)
Miglior Cavaliere: Andrea Vernaccini di Arezzo su Astuzia
9ª ed. 8.10.2023 - Rione vittorioso: Olmo Basso o Centro
(Olmo d’Oro dedicato al 160º anniversario dalla scoperta del Cranio dell'Olmo ed al 110º anniversario della morte del paleontologo e geologo Igino Cocchi che fu il primo ad effettuare uno studio sul reperto)
Capitana: Arianna Baldini - Cavalieri: Alessandro Culatore di Pistoia su Bienvenue Flambeau Aa (Baron), Guido Gentili (Miglior Cavaliere) di Sarteano su Audubon e Claudio Rossi di Sarteano su Aikidoka
Miglior Cavaliere: Alessandro Culatore di Pistoia su Bienvenue Flambeau Aa (Baron)
10ª ed. 29.11.2024 (posticipata dall'13.10.2024) - Rione vittorioso: Olmo Basso o Centro
(Olmo d’Oro dedicato a Brunetto Bucciarelli-Ducci nel 30º anno dalla morte - Terranuova Bracciolini 18.6.1914 / Olmo 4.2.1994)
Capitana: Arianna Baldini - Cavalieri: Alessandro Culatore di Pistoia su Rodano, Lorenzo Desimone di Bibbiano (RE) su Stallone (Jhoon), Alberto Liverani di Faenza (RA) su Etoile e Federico Santi di Pistoia su Odisseo di Breme
Miglior Cavaliere: Alessandro Culatore di Pistoia su Rodano

### Premio Miglior Quadro e Figurante "Andrea Ansani"
2015 Miglior quadro - I Frati con Suora del Convento di Sargiano: (Responsabile Isolina Toscanini), Maurizio Bruci, Michela Burali, Andrea Coradeschi, Luca Paolucci, Sestino Sandali, Daniele Santini, Luca Santini, Enrico Soldini, Vittorio Spadini e Gianluca Tavanti.
Miglior figurante - Porta insegna quadro de "la Scuola" Asia Secco.
2016 Miglior quadro - I Mestieri in Bicicletta: Cinzia Salvietti (Responsabile), Ryan Rossi (porta insegna), Marta Dragoni e Antonella Carniani (Merceria), Francesca Coradeschi (Lattaia), Andrea Coradeschi (Carabiniere), Giuseppe Pallini (Fornaio), Beatrice Ceccantini (Fotografa), Cinzia Salvietti (Levatrice).
Miglior figurante - Portatrici della Carretta con il Vino: Stefania Del Dottore e Tiziana Simoni.
2017 Miglior quadro - Memoria e commemorazione: Daniele Santini (Responsabile), Sara Santini (porta insegne), Noemi Santini, Giulia Guidelli, Tania Marchetta, Santina Tremori (deportate ebree), Sestino Sandali, Andrea Ansani, Luca Santini, Vittorio Spadini (partigiani), Gianluca Tavanti, Luca Paolucci, Simone Succhielli, Daniele Santini (camicie nere).
Miglior figurante - Conte Agostino Oddi Baglioni e Contessa Maria Oddi Baglioni dei Duchi Roccamandolfi Gaetani d’Aragona sorella del Conte: Palmiro Parnetti e Teresa Massai.
2018 Miglior quadro - La Bottega del Calzolaio: Cinzia Salvietti (Responsabile). Claudia Bondi, Francesca Coradeschi, Jessica Cutini, Marta Dragoni, Massimo Mazzoni, Ryan Rossi e Riccardo Santinelli.
Miglior figurante - Il Violento: Andrea Innocenti.
2019 (* da questa edizione il premio è dedicato alla memoria di Andrea Ansani) - Miglior Quadro: La Bottega del Banana: Cinzia Salvietti (Responsabile), Marta Dragoni, Francesca Coradeschi, Lorenzo Paolozza, Cinzia Monci, Massimo Mazzoni e Vittorio Innocenti.
Miglior figurante - Il lattaio: Massimo Burali.
2020 e 2021 causa la pandemia il corteo ed esposizione dei quadri storici sono stati annullati
2022 (* per questa edizione il corteo si svolge a tema unico "La Comunione") - Miglior Figurante: Valentina Maurizi (mamma del gruppo della prima comunione anni ’40)
2023 Miglior quadro: Lo Scrivano: Luca Magrini (Scrivano), Francesco Magrini e Luca Barelli (i Militari), Giada Rossi (la Mamma), Benedetta Magrini e Samia Fouaili (le Fidanzate) e Cinzia Salvietti (la figurante)
Miglior figurante - il Fattore del Quadro "La Processione delle Crocine": Palmiro Parnetti
Sfilata “La Merenda nell’Aia”: i vincitori del premio Miglior Figurante
2024 (* per questa edizione il corteo si svolge a tema unico "La Merenda nell'Aia") - Miglior Figurante: Alessandro Ugolini, Brando Ugolini ed il cavallo Jerro (commerciante che torna dal mercato domenicale a cavallo con il figlio).
Note
1. ↑  La frazione di Olmo nel comune di Arezzo (AR) Toscana
2. ↑  Maria Gatto, RASSEGNA DEGLI STUDI SUL POPOLAMENTO DELLA CONCA ARETINA NELL’ETÀ DELLA PIETRA, ANNALI ARETINI XIV
3. ↑  Sagra della bistecca

Olmo La Storia: volume edito nel 2015 a cura di Paolo Monci in occasione del 50.mo anniversario della nascita del G.S. Olmo 1965 e del 40.mo della festa paesana Sagra della Bistecca.